# Basberg

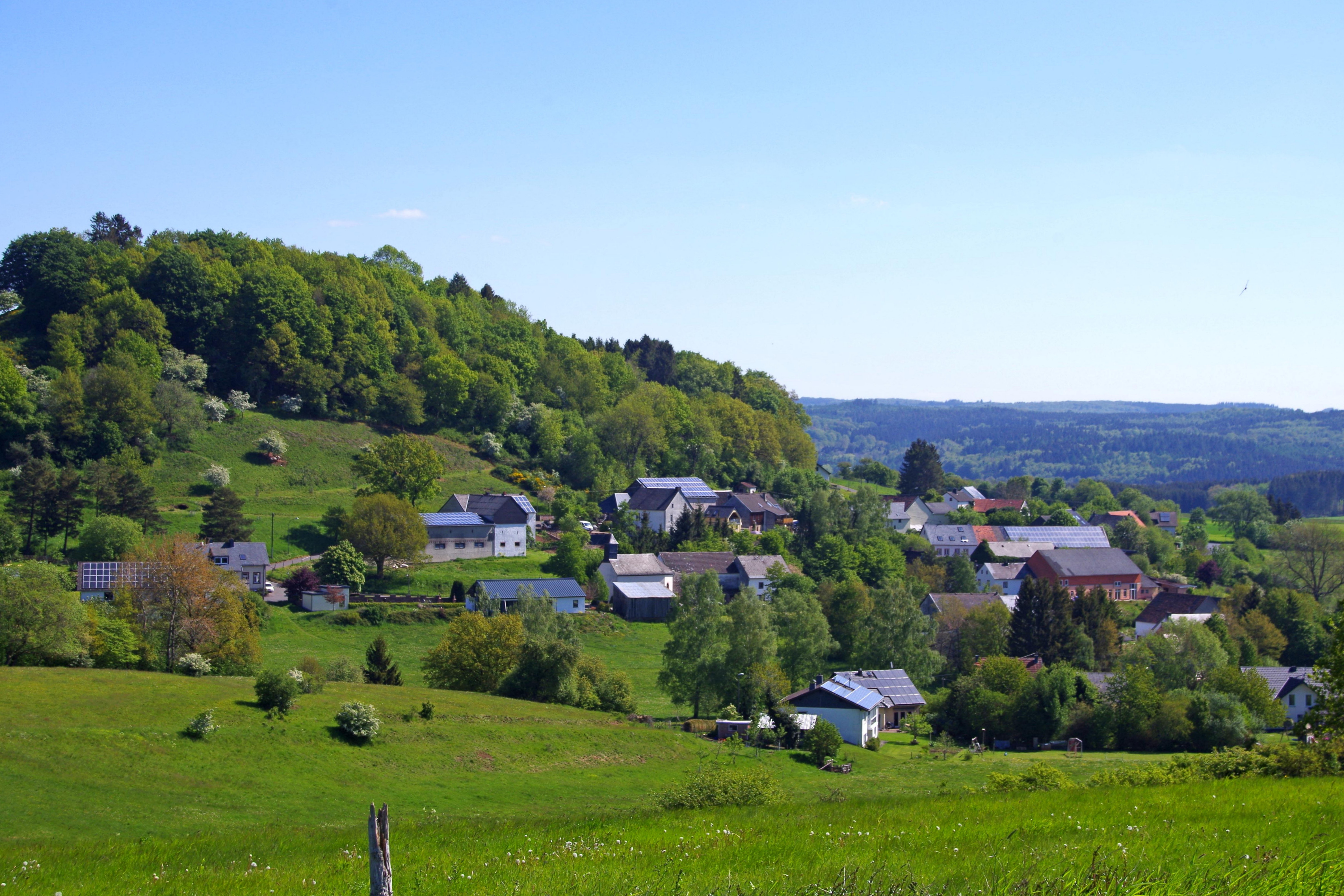
Basberg am Fuß des Katzenberges

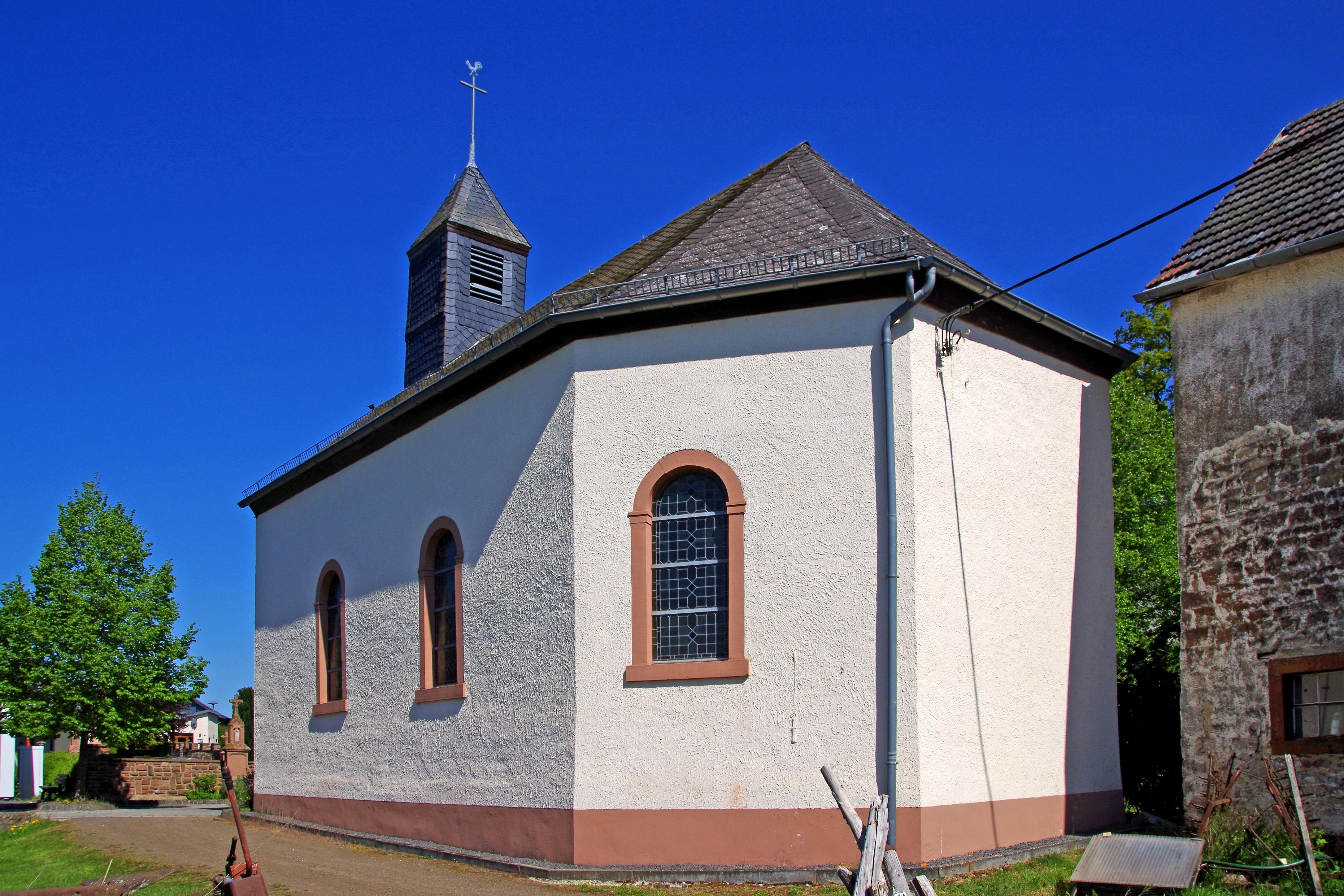
St. Eligius

Basberg ist eine Ortsgemeinde im Landkreis Vulkaneifel in Rheinland-Pfalz. Sie gehört der Verbandsgemeinde Gerolstein an.

## Geographische Lage
Der Ort liegt im Naturpark Vulkaneifel am Fuße des Katzenbergs (Naturdenkmal) südlich von Lissendorf.

## Geschichte
Im Jahre 1262 findet sich die erste urkundliche Erwähnung eines Ritters Theoderich von Bansberg, der in gräflichen Diensten stand und mit einem Hofgut am Fuße des Katzenberges belehnt wurde.
Während des ausgehenden Mittelalters gehörte Basberg dem Grafengeschlecht derer von Manderscheid-Blankenheim. Im Jahre 1491 gab der damalige Grundherr Graf Johann von Manderscheid-Blankenheim Güter und Grundbesitz in Basberg als Lehen an Wilhelm von Daun. Unter anderem besaß auch die Abtei Prüm einen Gutshof in diesem Eifelort. Als Basberg im 19. Jahrhundert unter preußischer Verwaltung kam, gehörte der Ort zur Bürgermeisterei Lissendorf.
Am 7. November 1970 wurde der Weiler Lehnerath mit den Höfen Kirchenhof, Lindenhof und Petershof mit zusammen 55 Einwohnern von Basberg nach Steffeln umgemeindet.
Statistik zur Einwohnerentwicklung
Die Entwicklung der Einwohnerzahl von Basberg bezogen auf das heutige Gemeindegebiet; die Werte von 1871 bis 1987 beruhen auf Volkszählungen:
| Jahr | Einwohner |
| 1815 | 95        |
| 1835 | 96        |
| 1871 | 132       |
| 1905 | 155       |
| 1939 | 103       |

| Jahr | Einwohner |
| 1950 | 108       |
| 1961 | 81        |
| 1970 | 91        |
| 1987 | 61        |
| 2005 | 77        |

## Politik

### Gemeinderat
Der Gemeinderat in Basberg besteht aus sechs Ratsmitgliedern, die bei der Kommunalwahl am 9. Juni 2024 in einer Mehrheitswahl gewählt wurden, und dem ehrenamtlichen Ortsbürgermeister als Vorsitzendem.

### Bürgermeister
Franz-Josef Diederichs wurde 2014 Ortsbürgermeister von Basberg. Da bei der Direktwahl am 26. Mai 2019 kein Bewerber angetreten war, oblag die Neuwahl des Bürgermeisters gemäß rheinland-pfälzischer Gemeindeordnung dem Rat. In seiner konstituierenden Sitzung am 24. Juni 2019 bestätigte er Diedrichs in seinem Amt. Zur Direktwahl am 9. Juni 2024 gab es erneut keine Bewerbungen. Daher erfolgte die Wahl wie bereits 2019 durch den Gemeinderat. Am 8. Juli 2024 wurde Diederichs für weitere fünf Jahre in seinem Amt bestätigt.
Diedrichs Vorgängerin Petra Himmels hatte 2014 nicht erneut als Ortsbürgermeisterin kandidiert.

### Wappen
| Wappen von Basberg | Blasonierung: „In Gold über grünem Bogenschildfuß, darin drei goldene Ähren, roter Turnierkragen über rotem Zickzackbalken.“ |
| Wappen von Basberg | Wappenbegründung: Der rote Turnierkragen über dem roten Zickzackbalken vor goldenem Grund greift das Wappen der Ritter von Bansberg auf, die in Basberg begütert waren und die in Verbindung mit der ersten urkundlichen Erwähnung der Ortsgemeinde erscheinen. Die Farbe Grün in Verbindung mit dem Bogenschildfuß steht für den Katzenberg, zudem symbolisiert die grüne Farbe zusammen mit den drei Ähren die Verbundenheit mit der Landwirtschaft. |

## Kultur und Sehenswürdigkeiten

### Bauwerke
siehe Liste der Kulturdenkmäler in Basberg

### Regelmäßige Veranstaltungen
- Schutzhüttenfest am ersten Wochenende im Juni
- Kirmes im Oktober

### Unser Dorf hat Zukunft 2017
- Gebietssieger Rheinland-pfälzischer Landeswettbewerb 2017[11]
- Sieger im Landesentscheid in der Hauptklasse mit Gold[12]